# Evangelische Kirche (Kaisersbach)

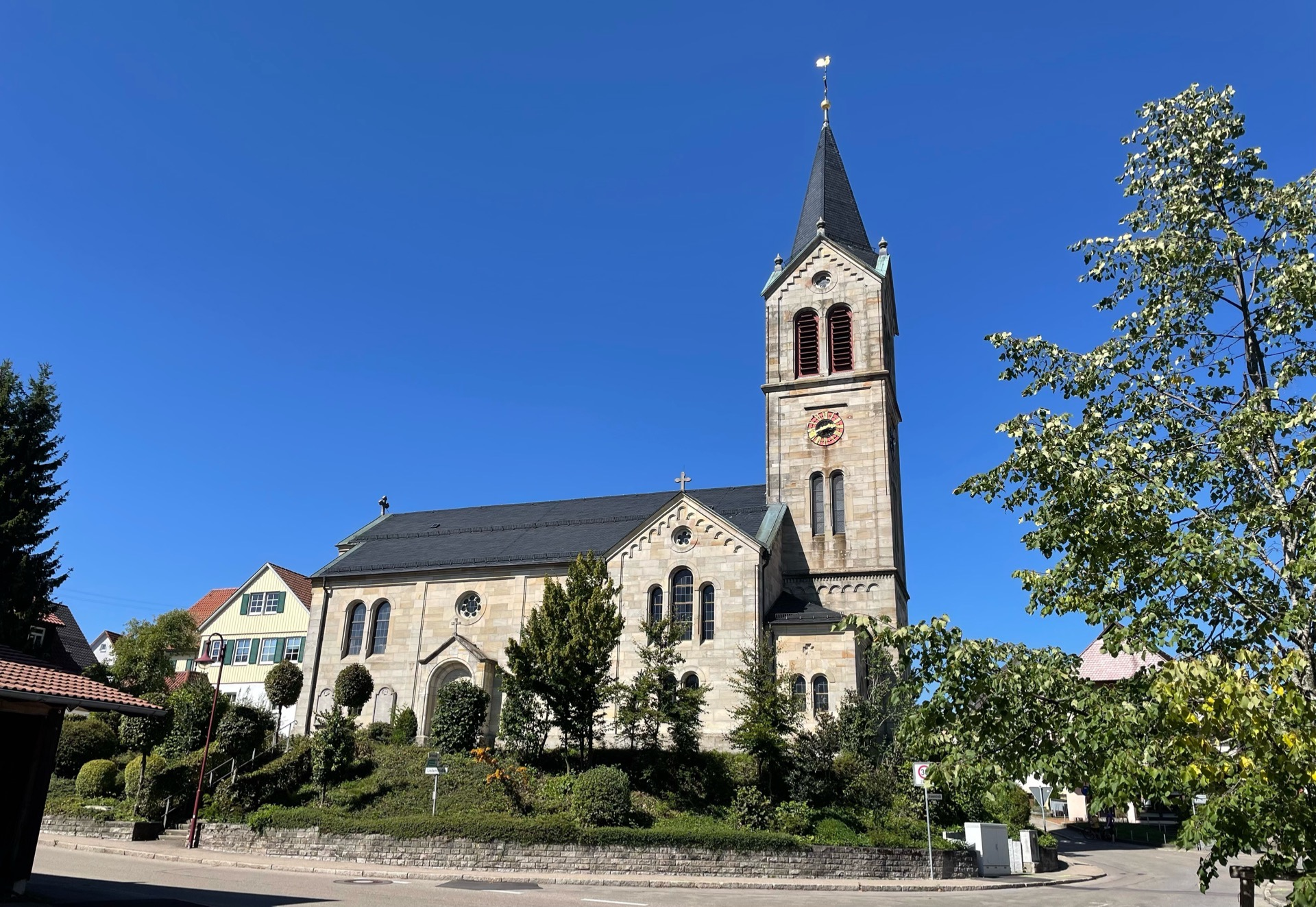
Evangelische Kirche in Kaisersbach

Die Evangelische Kirche steht in Kaisersbach, einer Gemeinde im Rems-Murr-Kreis in Baden-Württemberg. Das Bauwerk ist beim Landesamt für Denkmalpflege Baden-Württemberg als Baudenkmal eingetragen. Die Kirchengemeinde gehört zum Kirchenbezirk Schorndorf in der Evangelischen Landeskirche in Württemberg.

## Beschreibung
Die Hallenkirche wurde 1867/69 nach einem Entwurf von Theodor von Landauer unter dem Einfluss von Christian Friedrich von Leins aus Quadermauerwerk errichtet. Sie besteht aus einem Langhaus mit einem Mittelschiff und zwei Seitenschiffen sowie einem dreigeschossigen, mit einem Rhombendach bedeckten Kirchturm vor dem Mittelschiff im Osten. Sein oberstes Geschoss beherbergt hinter den als Biforien gestalteten Klangarkaden den Glockenstuhl. Im Geschoss darunter ist die Turmuhr untergebracht. Im Westen der Langhauswände befinden sich Risalite.

## Schwesterprojekt
Koordinaten: 48° 55′ 45,3″ N, 9° 38′ 23,6″ O